# 六塊寮
六塊寮，原寫為六塊藔，是臺灣臺南市安定區的一個傳統地域名稱，位於該區南部。相較於今日行政區，其範圍大致包括中沙里不含西北部凸出部分及東南部凸出部分、嘉同里不含北端、港南里南部邊界地帶中段。
本地區境內主要聚落為六塊藔、中崙仔、沙崙仔，設有南興國小。

## 歷史
台灣日治初期，六塊寮地區為一街庄，稱為「六塊藔庄」（舊制街庄），隸屬於安定里東堡。該庄昔日西北與新吉庄為鄰，北及東北與港口庄為鄰，東南邊為大洲庄，南邊為和順藔庄，西南邊為安順藔庄，西邊為公親藔庄。
1901年（日治明治三十四年）11月11日，全台廢縣廳改設二十廳，該庄隸屬於臺南廳。1904年（明治三十七年）3月31日，該庄編入「安定里東區」，隸屬於臺南廳。1909年（明治四十二年）10月25日，全台合併二十廳為十二廳，安定里東區仍隸屬於臺南廳。1920年（大正九年）10月1日，全台地方制度大改正，廢十二廳改設五州二廳，該庄改制並雅化為「六塊寮」大字，隸屬於臺南州新化郡安定庄（新制街庄）。
戰後安定庄改制為安定鄉，隸屬於臺南縣，大字亦改制為村。1950年（民國39年）10月25日，雲、嘉、南分治，安定鄉仍隸屬於臺南縣。2010年（民國99年）12月25日，臺南縣、市合併為直轄臺南市，安定鄉改制為安定區，村亦改制為里。

## 聚落
本地區發展較早的聚落為六塊藔、牛肉藔（已消失）、中崙仔、沙崙仔，在日治初期的官方地圖上已有記載。

## 交通
國道8號又稱「台南支線」，是一條東西向快速/高速公路，經過本地區北部東側且在此路段設有平面側車道（台南支線聯絡道），並在區道南113線交會處設有平交路口，由此可快速前往國道8號沿線各地。
省道台19線又稱「中央公路」，是彰化至永康的幹道，經過本地區北部偏西的中崙仔聚落。由該道路北行可前往西港區、佳里區、學甲區、鹽水區等地；南行可前往安南區、永康區西端，並止於六甲頂地區的省道台1線轉角路口。
市道178號是安南區中崙（實際起點長安）至大內區大匏崙的道路，經過本地區中崙仔、六塊藔兩聚落。由該道路西行可前往安南區東北部，並止於省道台17甲線路口；東行可前往安定區安定市區、善化區、山上區西北端、大內區，並止於省道台84線（東西向快速公路－北門玉井線）二溪交流道西北側。
區道南133線是樹谷至港口南的道路，經過本地區中部略偏東，並在國道8號交會處設有平交路口。

## 學校
- 南興國小

## 產業
- 安定工業用地（已開發）